# Hlavní zprávy (pořad, televize Prima)
Hlavní zprávy jsou hlavní zpravodajskou relací televizní stanice Prima. Pod různými názvy se vysílá od založení televize v roce 1997.

## Historie
V roce 1997 se začátkem vysílání televize Prima započalo vysílání zpravodajského pořadu Televizní deník. Pořad byl později přejmenován na Zpravodajský deník, později 1. zprávy, v únoru 2008 došlo k přejmenování 1. zpráv na Zprávy Prima TV, resp. Sport Prima TV a Počasí Prima TV a přesunutí začátku zpráv na čas 19.30. Prima se tak snažila konkurovat primetimu TV Nova a jejím Televizním novinám. Výsledky sledovanosti však nebyly dostatečné, a tak 5. května 2008 došlo k přesunu zpráv zpět na bývalý čas 18.55. V čase 19.30 až 20.00, tedy v čase zpráv na TV Nova, se rozhodla TV Prima vysílat sledované televizní seriály, jako například americký sitcom Přátelé.

### Hodina plná informací
Od roku 2011 vyrábí televize několik zpravodajských a publicistických formátů, které dohromady tvoří tzv. „hodinu plnou informaci“, jejíž sledovanost se pohybovala kolem 1 milionu diváků,[zdroj⁠?!] tedy o mnoho víc, než tomu bylo v předešlých letech. Hlavní zpravodajskou relací byly do roku 2018 Zprávy TV Prima, které Prima vysílala každý den v 18.55. Zpravodajský blok měl přibližně 25 minut, poté následovaly na trestnou činnost zaměřené Krimi zprávy, které byly vysílány z terénu a moderovali je Patrik Kaizr, Barbora Kozáková a od srpna 2011 i Roman Pech – středočeský reportér Prima TV. Na Krimi zprávy navazovaly Krimi plus, které ze studia moderovali, stejně jako Krimi zprávy, Barbora Kozáková či Patrik Kaizr anebo Roman Pech. Jako poslední pořad zpravodajské hodiny byly vysílány VIP zprávy. Jednalo se o odlehčenou a nebulvární formu jiného pořadu TV Prima, a sice TOP Star magazínu. Moderátorkami VIP zpráv byly Ivana Gottová, Barbora Niničová, která sem přešla ze zrušené sportovní sekce, a od dubna 2011 posílila tým Laďka Něrgešová.
Od 12. srpna 2013 nahradil Krimi plus nový pořad Zprávy z Vily – doplňkový blok informací a informací ze zákulisí ke čtvrté sérii Vyvolených. Později, po ukončení vysílání Vyvolených (od 28. října), začaly být namísto Zpráv z Vily vysílány Divácké zprávy – pořad s příspěvky od diváků a s videi z internetu.
Od 6. září 2015 se VIP zprávy přejmenovaly na TOP Star (odvozeno od názvu delšího týdeníku TOP Star magazín).
Na konci června roku 2018 se večerní zpravodajství změnilo – Zprávy TV Prima a Krimi zprávy byly sjednoceny do Velkých zpráv. Divácké zprávy se přejmenovaly na Divošky, Top Star zůstal nezměněn. Jak již bylo naznačeno, na TV Prima nebyl k nalezení sport, o kterém se generální ředitel Marek Singer domníval,[zdroj⁠?!] že ve zprávách „pro moderní rodinu“ není potřeba a divák se na něj může podívat například na České televizi nebo na Nově. Podobně jako sport bylo na tom i počasí. To zcela vymizelo a na obrazovky se dostávalo pouze v podobě mapky po dobu asi půl minuty těsně před začátkem Velkých zpráv, tedy zhruba v 18.54. Oba formáty byly totiž zrušeny z důvodu malé sledovanosti.
2. dubna 2019 oznámilo vedení FTV Prima novinku o připravované stanici CNN Prima News. Domácí zprávy zajišťuje Prima, zahraniční dodává CNN. Důvodem zakoupení licence na provoz franšízy byla určitá snaha o vyrovnání se se zpravodajskou ČT 24. Budování nových studií podle vedení začalo od nuly v novém sídle, kam se FTV Prima v druhé polovině roku 2019 přestěhovala. CNN Prima News začala vysílat 3. května 2020 v 18.55. V souvislosti se vznikem zpravodajské stanice došlo ke změnám ve zpravodajském obsahu, na obrazovky se vrátil sport a předpovědi počasí, hlavní zpravodajská relace se přejmenovala na Hlavní zprávy, TOP Star se přejmenoval na Showtime.

### Program večerního zpravodajství
- 18:52 – 18:55 — Počasí
- 18:55 – 19:40 — Hlavní zprávy
- 19:40 – 19:55 — Krimi zprávy
- 19:55 – 20:10 — Showtime

## Současní moderátoři
[kdy?]
- Klára Doležalová Maksimović a Karel Voříšek
- Soňa Porupková a Roman Šebrle
- Eva Hecko Perkausová a Petr Suchoň

## Historie v datech

### 1993–1997:Deník FTV Premiéra
Vysílání FTV Premiéra provázela i historicky první komerční zpravodajská relace – DENÍK. Moderovala jej například Martina Kociánová.

### 1997–1998:Televizní deník
Po změně názvu stanice z FTV Premiéra na FTV Prima se změnil i název a vizuál zpravodajství. Studio bylo velmi podobné tehdejší televizní jedničce TV Nova.

### 1998–2006:Zpravodajský deník
Po přestěhování stanice na pražskou Palmovku, kde sídlila 22 let do roku 2020, tedy 2. května 2020. Relaci Zpravodajský deník také doprovázelo Počasí a Sport. Mezi tváře patřila například Štěpánka Duchková či stále Martina Kociánová. 
V roce 2001 nabídla TV Prima své sídlo pro vysílání zpravodajství České televize jejího nově zvoleného generálního ředitele Jiřího Hodače a jím zvolené ředitelky zpravodajství Jany Bobošíkové. Šlo o tzv. Bobovizi, kdy Jana Bobošíková přerušovala vysílání ČT z Kavčích hor, kde tamější stávkující zaměstnanci nesouhlasící se zvolením Jiřího Hodače nechtěli vyklidit velín zpravodajství a umožnit produkčnímu týmu Bobošíkové vysílat jeho zpravodajství z budovy ČT. Vedení Primy tedy stálo za Bobošíkovou a Hodačem, a to i přesto, že zaměstnanci TV Prima s tímto zásadně nesouhlasili, na Bobošíkovou při příchodu do studia TV Prima slovně útočili a dokonce prostřednictvím své relace Zpravodajský deník odvysílali protestní prohlášení, za které byli vedením televize dalšího dne potrestáni pokutou za porušení pracovní kázně. 
V roce 2004 se vzhledem k přípravám změny grafiky a loga TV Prima začíná vysílat z nového virtuálního studia.

### 2006–2008:První zprávy
V této éře Zpráv na TV Prima přišla do studia například Terezie Tománková či moderátoři Jiří Chum a Světlana Witowská. Zprávy se vysílaly jako první v ČR, avšak s novým vedením zpravodajství v roce 2008 přišel boj s konkurenční TV Nova. 

### 2008–2010:Zprávy TV Prima
Nový šéf zpravodajství Pavel Zuna mění vysílací čas Zpráv na 19.30. Zůstává Sport i Počasí, postupně přicházejí i Krimi zprávy. V roce 2009 se ale vysílací čas posunul na 18.55, tedy tak, jak to od té doby zůstalo. 

### 2010–2018:Zprávy FTV Prima
Jitka Obzinová se stává šéfkou zpravodajství FTV Prima. Zprávy dostaly nový kabát od slovenského grafického studia. Zprávy dostávají tyrkysovou barvu, Sport světle zelenou, Počasí oranžovou, Krimi zprávy červenou a nové VIP Zprávy s Ivanou Gottovou zlatou. Zpravodajství se nově nazývá „Hodina plná informací“.
Ještě v roce 2010 byly Sportovní zprávy a Počasí zrušeno. Vysílací schéma se tak změnilo na Zprávy (18.55), Krimi zprávy (19.25), Krimi plus, VIP Zprávy. 
V následujících letech přibyly taktéž Odpolední a Polední Zprávy a pořad Miniduel.
S nástupem 4. řady reality show VyVolení byly Krimi plus nahrazeny relací Zprávy z vily. Ty nahradily tzv. Divácké zprávy, kde obsah tvořili sami diváci. Toto schéma vydrželo až do roku 2017. Z VIP Zpráv se stal TOP Star, který působí jako denní odnož úterního TOP Star magazínu moderováného Davidem Gránským.
V roce 2018 se změnila kompletně grafika zpravodajství. Z Diváckých zpráv se staly Divošky.

### 2018–2020:Velké zprávy
V červenci 2018 se Zprávy FTV Prima prodloužily na 45 minut (byly sloučeny s Krimi zprávami) a přejmenovaly se na Velké zprávy. Následovaly Divošky (19.40) a Top Star (19.55). V květnu 2019 bylo přesunuto vysílání pořadu Sport Star, týdeníku se sportovní tematikou, z neděle z 21.35 na 19.55, Top Star byl tedy v neděli nahrazen Sport Starem.

### 2020:Hlavní zprávy
Díky spuštění CNN Prima News od 3. května 2020 hlavní zpravodajská relace vysílá souběžně na stanicích CNN Prima News i TV Prima, a to v 18.55 pod názvem Hlavní zprávy. Diváci jsou pořadem provázeni Klárou Doležalovou s Karlem Voříškem a Evou Perkausovou s Romanem Šebrle. Do září 2020 moderovali relaci namísto dvojice Perkausová–Šebrle Veronika Kubíčková s Pavlem Štruncem, resp. v září s Jaroslavem Brousilem. V květnu a červnu se Veronika Kubíčková v uvádění Hlavních zpráv střídala v Markétou Dobiášovou. Relace má hodinovou stopáž a je zakončována vstupem sportovních zpráv.
Od května do října 2020 po Hlavních zprávách následoval magazín Showtime a poté předpověď počasí. V říjnu 2020 bylo upraveno vysílání tak, že v 18.52 byla přidána relace o počasí, sportovní zpravodajství se v programu oddělilo od Hlavních zpráv a počasí se přesunulo před Showtime. Od 1. dubna 2021 se sportovní zpravodajství v čase 19.40 zrušilo a bylo nahrazeno Krimi zprávami.

## Kritika
11. února 2016 se Nadační fond Generace 21 ohradil proti reportáži televize Prima týkající se integrace iráckých přesídlenců v Jihlavě. Reportéry obvinil ze zmanipulování rozhovoru s jedním z uprchlíků, který si dle reportáže Primy stěžoval na nabízené nekvalitní bydlení. Další překladatel z arabštiny potvrdil, že výňatky z rozhovoru byly vytržené z kontextu.
31. května 2016 server HlídacíPes.org zveřejnil výsledky analýzy a svědectví, které hovoří o tom, že vedení TV Prima spolu s vedením redakce zpravodajství prosazovaly, aby se tzv. uprchlická krize prezentovala negativně. Server doslova uvádí: „Námitky některých redaktorů, že předem jasné vyznění reportáží odporuje novinářskému kodexu, byly odmítnuty s tím, že žádné vyvažování, objektivita a novinářský kodex se minimálně v několika následujících měsících řešit nebudou.“ Po schůzce, kde byli redaktoři seznámeni s požadovaným vyzněním zpráv, se ve zpravodajství skutečně začalo vyskytovat více negativních a žádné pozitivní zprávy oproti předchozímu období. Rada pro rozhlasové a televizní vysílání oznámila, že samotný interní pokyn není porušením zákona. Zároveň zahájila prověřování zpravodajského a publicistického obsahu TV Prima.